# Pirovano (cognome)
Pirovano è un cognome di lingua italiana.

## Varianti
Pirovani, Pirovini.

## Origine e diffusione
Cognome tipicamente lombardo, è presente prevalentemente nel milanese, varesotto e comasco.
Potrebbe derivare dal toponimo Pirovano.
In Italia conta circa 1519 presenze.
Le varianti Pirovani e Pirovini sono dovute ad errori di trascrizione.

## Persone
- Mario Pirovano (1950) – attore teatrale italiano
- Maurizio Pirovano (1974) – cantautore italiano
- Mauro Pirovano (1956) – attore italiano